# Don Mattera
Donato Francisco "Don" Mattera, född 30 november 1935 i Westbury utanför Johannesburg, död 18 juli 2022 i Johannesburg, var en sydafrikansk poet, författare och anti-apartheidaktivist. Han växte upp i slumområdet Sophiatown utanför Johannesburg och spelade fotboll för Sophiatowns fotbollslag. Rivningen av Sophiatown gjorde att han började engagera sig politiskt. Religionsmässigt övergick han under 1970-talet till islam. Hans politiska aktiviteter ledde till tre års husarrest i hemlandet.
I samlingsvolymen Azanisk kärlekssång finns kampdikter mot apartheidregimen, dikter som skildrar våldet och förnedringen men också kärleken till landet och folket. I självbiografin Minnet är mitt vapen berättar han om fattigdomen och hur han drogs allt djupare in i kriminalitet. 
Mattera tillbringade sex månader i Sverige, och berättar i Sverige och rasismens cancer (1992) om sina möten och diskussioner med svenska skolungdomar.

## Priser och utmärkelser
- 1983 – PEN Award för Azanian Love Song
- 1987 – Tucholskypriset